# 实达集团
福建实达集团股份有限公司（Fujian Start Group Co.,Ltd，上交所：600734），简称实达集团，是中国大陆的一家房地产类综合公司，其总部位于福建省福州市。现其主营业务是电脑外部设备和商品房。

## 历史
实达集团的前身是福建实达电脑集团股份有限公司（简称实达电脑）。1988年6月，在福州成立，其注册资本25万元。实达以经营电脑外设起家，后逐渐发展至员工3000名，成为福州最具实力的IT企业。
1996年8月8日，实达电脑在上海证券交易所挂牌上市。1997年，开始介入个人电脑市场，成为中国大陆知名的个人电脑品牌，同年更与美国戴尔成立合资公司。
自1999年起，实达由于投资VCD项目失败而产生巨额亏损，被迫于2000年放弃VCD项目。2005年，实达宣布放弃经营个人电脑市场。
2009年7月16日，更名为“福建实达集团股份有限公司”。2021年7月30日，集團發表公告指其財務總監曹原培因公司拖欠其工資而離職。